# Charles Poidlouë
Charles Adolphe Louis Poidlouë est un aviateur militaire, auteur dramatique et industriel français, né le 25 janvier 1896 à Brest et mort le 8 avril 1951 à Paris 8e.
Il est le frère de Marthe Bréga, épouse de Maurice Jaubert.

## Biographie
Charles Poidlouë est pilote au sein de l’escadrille 126,.
En 1920, il est pilote-conférencier à l'aérodrome de Toussus-le-Noble (Yvelines).
En 1923, il est secrétaire de rédaction du journal L'Éclair.
En 1925, il publie un traité technique du vol à voile et réalise un documentaire sur les avions sans moteur.
En 1926, il est fait Chevalier de la Légion d'honneur. La croix lui est remise par Georges Valois, en présence de Jacques Arthuys, Marcel Bucard, Robert Bourget-Pailleron, Georges Oudard, Philippe Lamour et Lusignac. Charles Poidlouë est alors secrétaire de rédaction du journal Le Nouveau Siècle.
La même année, il épouse Julienne de Gonzalves.

## Théâtre
- 1923 : Les Crucifiés, de Charles Poidlouë et André-Paul Antoine, joué au théâtre du Grand-guignol[3]
- 1923 : Pincette, opérette de Jacques Ardot et Charles Poidlouë, musique de Victor Alix[10]
- 1924 : Le Petit Geste, opérette en 3 actes de Jacques Ardot et Charles Poidlouë, musique de Victor Alix[11]
- 1925 : Fable bolchevique, de Charles Poidlouë et Ilia Mikaeloff, au studio des Champs-Elysées[12]
- 1930 : L'As, de Charles Poidlouë et Blanche Alix[13]

## Cinéma
- 1940 : Ceux du ciel, adaptation par Yvan Noé de la pièce L'As de Blanche Alix et Charles Poidlouë[14]